# Кедер
Кедер (лат. Alburnus alburnus), је слатководна риба која припада фамилији Cyprinidae
Латински назив: Alburnus alburnus
Локални називи: уклија, yкљева, беовица, кауглер, клија, зеленика, зекица, клејица, шнајдер, пљата

## Опис и грађа
Тело је издужено и бочно спљоштено. Раст ове врсте достиже до 25cm. Маса је око 80g. Кедер је по леђима сивоплавкаст или зеленкасте боје, а бокови и трбух су му сребрнкасти и сјајни, док су му пераја обично сива. Између трбушних пераја и аналног отвора постоји вентрални гребен који је без крљушти. Крљушт ове рибе, при додиру руком лако спада, јер је слабо усађена. Глава му је мала, уста искошена, а доња вилица је мало избачена унапред. Својим изгледом подсећа на сабљарку.

## Навике, станиште, распрострањеност
Кедер живи у рекама, каналима и језерима са чистом водом, али се држи ван главног тока - воли мирне рукавце и затоне, а пределе густо обрасле воденим биљем избегава. Понекад се скупља близу мостова, купалишта и места где стока прелази воду. Среће се и у рекама брзог тока и малог волумена воде. Свеобухватно, настањује воде Егејског и Дунавског слива. Креће се у јатима, одмах испод површине воде, у сталном је покрету избегавајући многобројне грабљивице, од крупнијих риба до змија и жаба које га јуре. Храни се планктонским рачићима, ларвама инсеката као и адултима инсеката које може да улови при површини воде. Многи кедера мешају са белицом (лат. Leucaspius delineatus).

## Размножавање
Након што стекне полну зрелост, са 2 или 3 године старости, ова врста постаје репродуктивно активна. Мрест јој обухвата период од маја до јуна. Полаже до шест и по хиљада комада икре на местима плитке воде, на каменитом дну.  Инкубација траје од 5-10 дана. Плодност је од 3 000 до 10 500 јаја.

## Значај
Риболовци је користе као мамац за хватање крупнијих риба. У Србији је истакнут њен спортско-риболовни значај, али исто тако се огледа и у привреди.

## Угроженост
LR(lc) - таксон за који постоји мали ризик од изумирања.